# Carne apaleada
Carne apaleada és una pel·lícula espanyola del 1978 dirigida per Javier Aguirre Fernández amb un guió escrit per ell mateix basat en la reeixida novel·la d'Inés Palou, que havia relatat la seva experiència a les presons femenines del franquisme i que s'havia suïcidat uns anys abans. Fou protagonitzada per la seva esposa, la vedette Esperanza Roy.

## Sinopsi
Berta és una dona que és acusada d'estafa per segon cop, el primer cop era innocent però el segon cop era culpable i tancada a la presó. Anirà passant per diverses presons, algunes regentades per monges, on patirà tota mena de vexacions i humiliacions. Va tenir una gran repercussió per la duresa de les seves imatges i per la presència de nus femenins.

## Repartiment
- Esperanza Roy - Berta
- Bárbara Rey - Senta
- Terele Pávez - Lourdes
- María Rosa Salgado - Funcionària de la presó
- Julieta Serrano - Mercedes

## Premis
Medalles del Cercle d'Escriptors Cinematogràfics
| Any  | Categoria     | Nominat       | Resultat   |
| ---- | ------------- | ------------- | ---------- |
| 1977 | Millor actriu | Esperanza Roy | Guanyadora |